# Anatomia humana
L'anatomia humana o antropotomia és un camp dins l'anatomia que estudia les estructures i sistemes del cos humà, excepte l'estudi dels teixits, ja que correspon a la histologia. El cos humà, d'igual manera que el dels animals, està format per sistemes, que estan formats per òrgans, aquests per teixits i els teixits per cèl·lules. Determinades professions, especialment la medicina i la fisioteràpia, requereixen l'estudi de l'anatomia humana en profunditat.

## Aparells i sistemes del cos humà

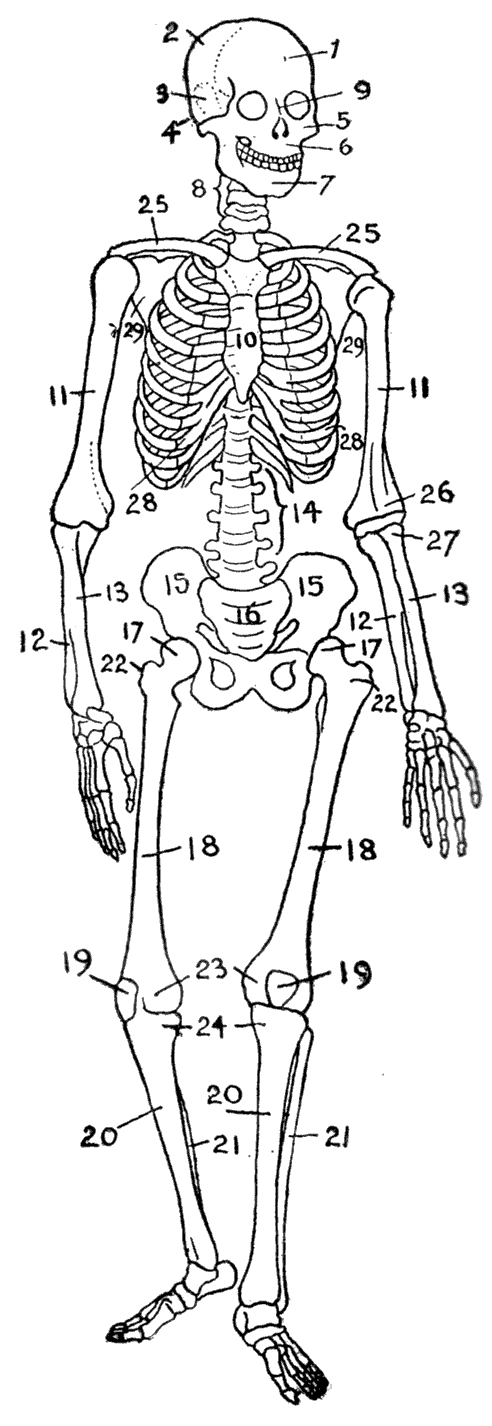
Sistema esquelètic

- Aparell o sistema circulatori: bomba sang a través del cos.
- Aparell digestiu: processament dels aliments.
- Sistema endocrí: comunicació a través d'hormones.
- Sistema ossi: protecció i moviment.
- Sistema immunitari: defensa.
- Sistema integumentari o dèrmic: pell, pèl i ungles.
- Sistema limfàtic: transferència de limfa a la sang.
- Sistema locomotor: implicat amb el moviment.
- Sistema nerviós: recull, transfereix i processa informació.
- Sistema o aparell reproductor: que ens serveixen per tenir descendència.
- Aparell respiratori: que utilitzem per respirar.
- Aparell urinari: producció i secreció d'orina.
- Sistema vestibular: contribueix al nostre equilibri i el nostre sentit de l'orientació espacial.

## Característiques externes

Les parts del cos humà a la dona i a l'home adultes

Cabell i pell
Cap i coll
- Boca
- Cara
- Cella
- Dents
- Front
- Galta
- Gola
- Mandíbula
- Barbeta
- Nas
- Nou
- Orella
- Parpella
- Llavi
- Llengua
- Ull

Tronc
- Abdomen
- Anus
- Engonal
- Esquena
- Llombrígol
- Mamella
- Natja
- Òrgans sexuals
- Perineu
- Tòrax

Extremitat superior
- Aixella
- Braç
- Canell
- Colze
- Espatlla
- Mà

Extremitat inferior
- Cuixa
- Cama
- Dit
- Engonal
- Maluc
- Natja
- Genoll
- Peu
- Taló
- Turmell

## Òrgans interns
Òrgans interns:
- Apèndix vermiforme
- Bufeta urinària
- Bronquis
- Cor
- Encèfal
- Esòfag
- Estómac
- Fetge
- Glàndula paratiroide
- Glàndula suprarenal
- Glàndula tiroide
- Intestí gros (amb Cec, Còlon i Recte)
- Intestí prim (amb Duodè, Jejú i Ili)
- Medul·la espinal
- Melsa
- Ovari
- Pàncrees
- Pròstata
- Pulmó
- Ronyó
- Testicles
- Tràquea
- Tim
- Urèter
- Uretra
- Úter
- Vesícula biliar

### Encèfal
- Nucli amigdaloide
- Bulb raquidi
- Cerebel
- Cervell
- Còrtex cerebral
- Diencèfal
- Epífisi
- Hipòfisi
- Hipotàlem
- Mesencèfal
- Protuberància anular
- Sistema límbic
- Tàlem
- Tronc de l'encèfal

## Disciplines principals
L'anatomia es pot dividir en dues subdisciplines principals: l'anatomia humana regional i l'anatomia descriptiva. Se sol classificar el cos amb els següents grups regionals:
- Cap i coll. Inclou la part més cranial del tòrax.
- Extremitat superior. Inclou:
- Mà
- Avantbraç
- Braç
- Espatlla
- Aixella
- Regió pectoral
- Cintura escapular
- Tòrax. Conté la regió del pit fins al diafragma.
- Abdomen. Des del diafragma fins a la pelvis.
- Part posterior. Conté la medul·la espinal i els seus components.
- Pelvis i perineu.
- Extremitat inferior. Tot allò que està per sota del lligament inguinal:
- Cuixa
- Maluc
- Cama
- Peu